# Assipovitchy
Assipovitchy (en biélorusse : Асіповічы ; en łacinka : Asipovičy) ou Ossipovitchi (en russe : Осиповичи) est une ville de la voblast de Moguilev, en Biélorussie, et le centre administratif du raïon d'Assipovitchy. Sa population s'élevait à 31 298 habitants en 2017.

## Géographie
Assipovitchy est arrosée par la Svislatch, un affluent de la Bérézina, et se trouve à 41 km au nord-ouest de Babrouïsk, à 97 km au sud-est de Minsk et à 130 km au sud-ouest de Mahiliow.

## Population
Recensements (*) ou estimations de la population :
| 1897 | 1913  | 1923* | 1926* | 1939*  | 1959*  |
| ---- | ----- | ----- | ----- | ------ | ------ |
| 526  | 1 244 | 3 550 | 4 007 | 13 723 | 15 777 |

| 1970*  | 1979*  | 1989*  | 1999*  | 2009*  | 2011   |
| ------ | ------ | ------ | ------ | ------ | ------ |
| 19 705 | 27 409 | 33 803 | 35 900 | 32 543 | 32 021 |

| 2012   | 2013   | 2014   | 2015   | 2016   | 2017   |
| ------ | ------ | ------ | ------ | ------ | ------ |
| 31 699 | 31 629 | 31 487 | 31 494 | 31 498 | 31 298 |

## Transports
L'autoroute M5/E271 reliant Minsk à Homiel, passe à moins d'un kilomètre au nord d'Assipovitchy, la desservant grâce à deux échangeurs, l'un débouchant sur la route R91 à l'est de la ville, l'autre menant directement au centre-ville par la R72. Une autre route républicaine, la R34, dessert le sud d'Assipovitchy. C'est également un carrefour ferroviaire important, où se croisent des voies ferrées venant de Minsk, Homiel et Mahiliow.